# Cormontreuil
Cormontreuil – miejscowość i gmina we Francji, w regionie Grand Est, w departamencie Marna.
Według danych na rok 1990 gminę zamieszkiwało 5745 osób, a gęstość zaludnienia wynosiła 1244 osób/km².